# Jeando Fuchs
Jeando Fuchs (Yaoundé, 11 oktober 1997) is een Frans voetballer die bij voorkeur als defensieve middenvelder speelt. Hij tekende in 2014 bij FC Sochaux.

## Clubcarrière
Fuchs werd geboren in de Kameroense hoofdstad Yaoundé. Hij speelde in de jeugd bij US Hesingue, FC Bartenheim, Saint-Louis Neuweg en FC Mulhouse. In 2014 tekende hij bij FC Sochaux. Op 22 mei 2015 debuteerde de verdedigende middenvelder in de Ligue 2 tegen US Orléans. Hij begon in de basiself en speelde de volledige wedstrijd. Zijn tweede basisplaats volgde op 24 november 2015 tegen Stade Laval. In zijn tweede seizoen speelde Fuchs in totaal vierentwintig competitieduels.

## Interlandcarrière
In juli 2016 won Fuchs met Frankrijk –19 het Europees kampioenschap voor spelers onder 19 jaar in Duitsland. In de finale werd Italië –19 met 4–0 verslagen. In de finale mocht hij invallen in de extra tijd.